# Freie Schule Albris
Die Freie Schule Albris ist eine private Ersatzschule in Kempten und Buchenberg im Allgäu. Bis 2009 hieß sie Freie Waldorfschule Kempten. Die Schule nennt sich selbst: „Die Freie Schule Albris e. V. Einheitliche Volks- und Höhere Schule des Menschen in der Erziehungskunst Rudolf Steiners“. Die Schule bebaut seit 1999 ein Grundstück in Albris, einem Gemeindeteil von Buchenberg. Der Umzug der Schule fand im Jahr 2015 zu größten Teilen statt. 2018 besuchten 321 Schüler in 14 Klassen die Schule. Es ist möglich, durch eine externe Prüfung Hauptschulabschluss, Mittlere Reife oder Abitur zu erwerben. Zur Freien Schule Albris gehören auch mehrere Spielstuben, Kinderkrippen und ein Hort.

## Geschichte

### Gründung und Konflikt mit dem Bund der Freien Waldorfschulen
Die Schule wurde 1974 von Sigurd Böhm (* 19. November 1923; † 8. Februar 2013) als Freie Waldorfschule Kempten gegründet. Sie war anfangs Mitglied im Bund der Freien Waldorfschulen, 1987 kam es aufgrund von Differenzen zu einem gerichtlichen Vergleich, durch den die Freie Waldorfschule Kempten aus dem Bund der Freien Waldorfschulen austrat. Den Namen Waldorfschule durfte sie vorerst behalten.
Bis 1989 gab es kurzzeitig eine zweite Waldorfschule in Kempten als Konkurrenz, die vom Bund der Freien Waldorfschulen anerkannt war. Diese musste aber wegen Schülermangel wieder schließen.

### Neues Schulgrundstück in Albris

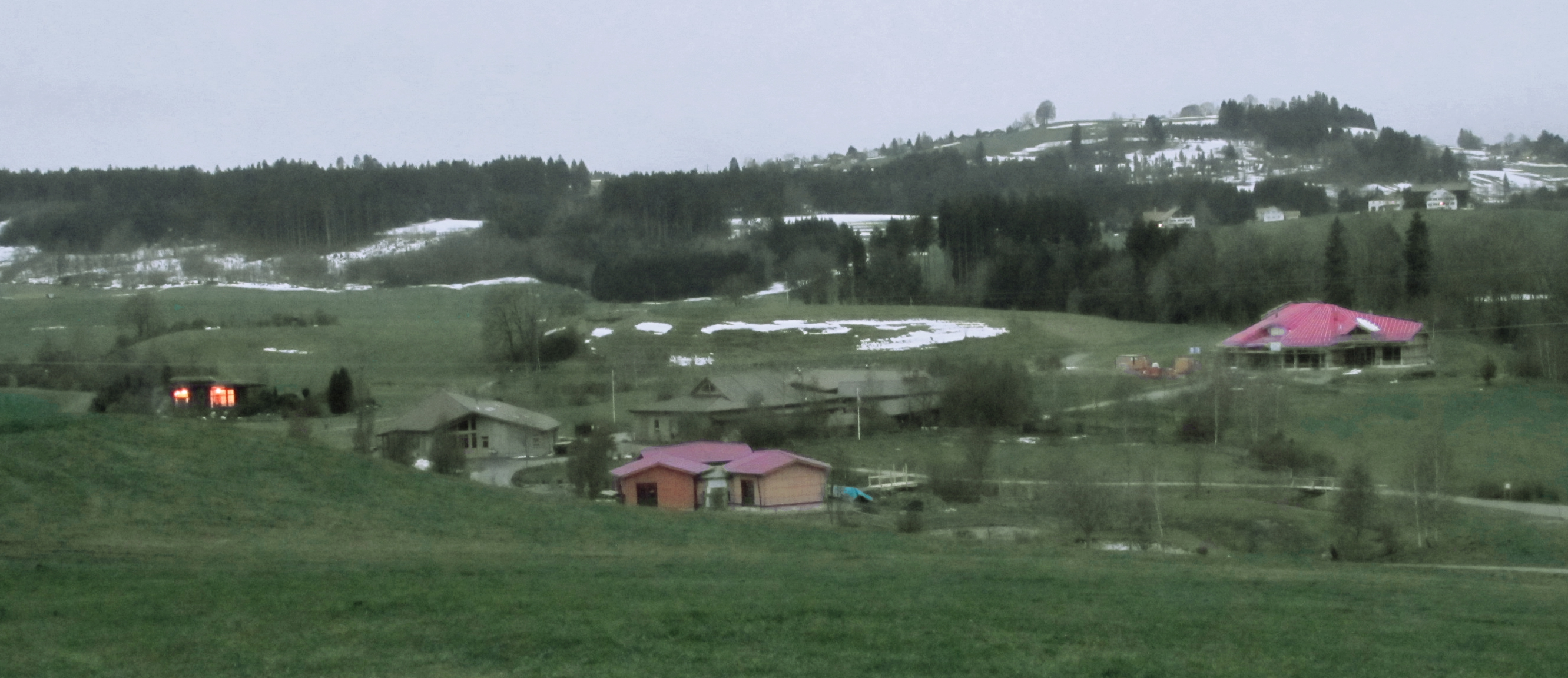
Grundstück der Freien Schule Albris

Ende der 1990er Jahre kaufte die Schule ein 16 Hektar großes Grundstück in Albris. Seit 1999 wird dieses Grundstück mit einzelnen kleinen Gebäuden bebaut. 2007 wurde auch ein kleiner See angelegt. Der Schulunterricht findet mittlerweile größtenteils auf dem neuen Schulgelände in Albris statt. Zum Schulgelände gehören ein kleiner Wald, ein Bachlauf, Wiesen, ein Kräutergarten, ein Wagencafé sowie verschiedene Werkstätten wie z. B. die Holzwerkstatt, die Steinwerkstatt und die Holzabbundhalle. Der endgültige Umzug der Schule in die neuen Gebäude in Albris fand 2015 statt.

### Skandal wegen gewalttätiger Lehrer an der Schule
2005 erstatten zwei Elternhäuser Anzeige wegen Körperverletzung gegen mehrere Lehrer der Schule. Gegen acht Lehrer wurde Anklage erhoben. Dies führte zu mehreren Verurteilungen, teilweise zu vierstelligen Geldstrafen und einem überregionalen Medienecho in den Jahren von 2006 bis 2008. 2007 drohte das bayerische Kultusministerium mit der Streichung oder Kürzung der staatlichen Zuschüsse. Der Schule wurde vom Ministerium unter anderem auferlegt, die Gewaltvorfälle intern aufzuarbeiten. Von den damals verurteilten Lehrkräften ist keiner mehr im aktiven Schuldienst tätig.

### Namensstreit mit dem Bund der Freien Waldorfschulen und Namensänderung
In den Skandalen um gewalttätige Lehrer der Freien Waldorfschule Kempten sah der Bund der Freien Waldorfschulen eine Gefahr für den Ruf der Marke „Waldorf“. Deshalb kam es zu einem langwierigen Streit zwischen der Schule und dem Bund der Freien Waldorfschulen, der im Oktober 2008 mit einem außergerichtlichen Vergleich beendet wurde, in dem sich die Schule bereiterklärt, den Namen „Waldorfschule“ bis Juli 2009 abzulegen. Seitdem nennt sich die Schule „Die Freie Schule Albris e. V. Einheitliche Volks- und Höhere Schule des Menschen in der Erziehungskunst Rudolf Steiners“.

## Pädagogisches Konzept
Die Schule bezieht sich in ihrer Pädagogik auf Rudolf Steiner, den Gründer der Waldorfpädagogik. Schüler sind von der ersten bis zur zwölften Klasse zusammen in einer Klasse. Der Unterricht ist in Epochen aufgeteilt. Englisch und Französisch wird ab der 1. Klasse unterrichtet. Außer den üblichen Fächern gibt es auch das Fach Eurythmie. Künstlerische Fächer, handwerklicher Unterricht (z. B. Holz, Metall, Steinbearbeitung) und vor allem das Schul-Theater spielen eine bedeutende Rolle. Es gibt keinen Religionsunterricht. Statt Schulbüchern gibt es sogenannte Epochenhefte, die von den Schülern selbst gestaltet werden. Laut eigener Darstellung wird viel Wert auf das Individuum jedes einzelnen Schülers gelegt.

## Lehrer
Im Schuljahr 2023/24 arbeiteten an der Schule 27 hauptamtliche Lehrkräfte. Neue Lehrkräfte werden teilweise in der zur Schule gehörenden Jugendakademie ausgebildet. Neben Orientierungsjahren, die studiums- und ausbildungsbegleitend absolviert werden können, besteht auch die Möglichkeit der freien Ausbildung zum Unterrichtsassistenten in Zusammenarbeit mit der Schule. Im Rahmen der Gerichtsverhandlungen gegen Lehrer der Freien Schule Albris wurde bekannt, dass zumindest ein Lehrer der Schule keine anerkannte Ausbildung hatte.

## Kritik
Laut einem Artikel von 1986 aus Die Zeit war Sigurd Böhm schon damals in der eigenen Schule umstritten, da er zu viel Einfluss auf die Schule habe. In einem Artikel der Allgäuer Zeitung vom August 2005, in dem es um die Gewaltvorwürfe geht, werden Schüler zitiert, die neben der körperlichen Gewalt auch von „Sektenstrukturen“ und „psychischer Gewalt“ sprechen, andere Schüler widersprechen den Aussagen aber. Laut einem ehemaligen Mitarbeiter, der vom Humanistischen Pressedienst zitiert wird, bestehe an der Schule eine starke Hierarchie, bei der Sigurd Böhm an der Spitze stünde. (Sigurd Böhm verstarb 2013). Es wird laut der Pressemeldung mit psychischen Tricks versucht Schüler, Eltern aber auch Lehrer in ihrer Meinung zu beeinflussen und so auch zu nötigen immer wieder Geld zu spenden. Dem widerspricht die Schule in einer Gegendarstellung. Weitere Kritikpunkte sind die teilweise fehlenden Ausbildungen der Lehrkräfte. Seit Ende 2011 erschienen mehrere kritische Beiträge von ehemaligen Schülern, Eltern und Lehrern im Internet. Die Freie Schule sieht sich deshalb einer Schmäh-Kampagne ausgesetzt.